# Giraldo
Pour les articles homonymes, voir Giraldo (homonymie).
Giraldo est une municipalité située dans le département d'Antioquia, en Colombie.